# Luigi Broglio
Luigi Broglio (* 11. November 1911 in Mestre, Venetien; † 14. Januar 2001 in Rom) war ein italienischer General und Raumfahrtpionier. 

## Leben
Broglio, Sohn eines Artillerieoffiziers, lebte seit 1915 in Rom, wo er die Schule besuchte und 1934 ein Ingenieurstudium abschloss. Den Wehrdienst leistete er bis 1937 bei der Artillerie ab und wurde Reserveoffizier. Kurz danach nahm er an einem Auswahlverfahren der italienischen Luftwaffe teil, die ihn als Oberleutnant und Ingenieur in ihr Forschungszentrum in Guidonia Montecelio bei Rom übernahm. Hier arbeitete er bis September 1943 an verschiedenen Projekten, darunter an der Entwicklung von Strahltriebwerken für Kampfflugzeuge. Nach dem Waffenstillstand und der deutschen Besetzung Roms schloss er sich der Partisanengruppe des späteren italienischen Verteidigungsministers Paolo Emilio Taviani an.
Nach dem Krieg blieb Broglio bei der Luftwaffe, arbeitete aber auch als Hochschullehrer an der Fakultät für Luft- und Raumfahrttechnik der Universität Rom sowie als Gastdozent in Spanien und in den USA. Im Jahr 1952 wurde er Dekan der Fakultät und damit Nachfolger des Raketenpioniers Gaetano Arturo Crocco. Broglio errichtete an seiner Fakultät unter anderem einen Überschall-Windkanal (Mach 4). An der Ostküste Sardiniens richtete er bei Capo San Lorenzo einen kleinen Raketenstartplatz für Höhenforschungsraketen ein, der dann vor allem militärisch genutzt wurde, unter anderem zum Test der ballistischen Mittelstreckenrakete Alfa für das italienische Kernwaffenprogramm. Seit 1961 arbeitete Broglio in Zusammenarbeit mit der NASA am „San-Marco-Projekt“, das den Bau italienischer Satelliten und eines Raketenstartplatzes auf einer Plattform (San-Marco-Plattform) vor der Küste Kenias vorsah. Der erste Satellit wurde von dort am 15. Dezember 1964 ins Weltall geschossen. Broglios Erfahrungen flossen dann auch in das 1965 gestartete Alfa-Raketenprojekt ein.
In den Jahren danach war Broglio weiterhin sowohl bei der italienischen Luftwaffe tätig als auch an der Universität Rom und seit 1988 auch in der italienischen Weltraumagentur Agenzia Spaziale Italiana. Als diese schließlich beschloss, ihren Standort in Kenia zu einem Satellitenkontrollzentrum herabzustufen, zog sich Broglio 1993 in den Ruhestand zurück.
Der Asteroid (18542) Broglio und das italienische Weltraumzentrum bei Malindi in Kenia wurden nach ihm benannt.